# Miroslav Iván Lubachivsky
Miroslav Iván Lubachivsky (en ucraniano: Миросла́в Іва́н Любачі́вський, romanizado: Myrosláv Ivan Lubachivsʹkyi; Dolína, Galicia y Lodomeria, 24 de junio de 1914 - Leópolis, 14 de diciembre de 2000) fue un religioso católico ucraniano que fue obispo de la Archieparquía de Filadelfia, arzobispo mayor de la Iglesia greco-católica ucraniana así como cardenal nombrado por el papa Juan Pablo II.

## Biografía
Lubachivsky nació el 24 de junio de 1914 en Dolína, entonces parte del Reino de Galicia y Lodomeria, Tierra de la Corona de la Cisleitania del Imperio austrohúngaro (actualmente en el Óblast de Ivano-Frankovsk, Ucrania, tras haber sido parte de la Segunda República polaca entre la guerra polaco-ucraniana y la Segunda Guerra Mundial).
Siguió una educación religiosa hasta que el 21 de septiembre de 1938 fue ordenado sacerdote en la Archieparquía de Leópolis de los ucranianos. Tras la ordenación, se trasladaría a Austria para realizar estudios de teología en la Universidad de Innsbruck, donde le alcanzaría la Segunda Guerra Mundial. Tras finalizar esta, no pudo regresar a su Dolína natal, ahora parte de la República Socialista Soviética de Ucrania, por lo que decidió emigrar a Estados Unidos, donde ejercería como sacerdote en la Iglesia de San Pedro y San Pablo de Cleveland (Ohio) desde 1949.
A partir de 1968, impartió clases en algunos seminarios estadounidenses como el Seminario Católico Ucraniano de San Josafat de Washington, el Colegio de San Basilio en Filadelfia o la Academia de San Basilio en Stamford.
En 1979 sería consagrado como obispo de Filadelfia. El mismo año, el sínodo de la Iglesia greco-católica ucraniana le elegiría como coadjutor del cardenal Josyf Slipyj. Tras la muerte de Slipyj en 1984, se convirtió en arzobispo mayor de la Iglesia greco-católica ucraniana.
El 25 de mayo de 1985, en el tercer consistorio del papa Juan Pablo II, éste le nombró cardenal otorgándole el título cardenalicio de Cardenal presbítero de Santa Sofía en Vía Boccea.
En 1989, las autoridades soviéticas levantaron el veto a la Iglesia greco-católica ucraniana, por lo que Lubachivsky junto a otras autoridades de la Iglesia regresaron a Leópolis el 30 de marzo de 1991.
En 1992, ya en la Ucrania independiente, las Fuerzas Armadas de Ucrania movilizaron un avión militar de transporte para trasladar los restos de Josyf Slipyj, fallecido en el exilio en Roma (Italia) a Leópolis, sede de la iglesia sui iuris ucraniana. El 26 de agosto, se celebró una misa en la pro-catedral de Santa Sofía en Vía Boccea (iglesia del cardenalato), al día siguiente el avión militar ucraniano llevó sus restos a Leópolis, donde fue recibido por 500 personas lideradas por el cardenal Lubachivsky, luego el cortejo funebre llevaría los restos a través de la ciudad hasta la Catedral de San Jorge donde se celebró otro funeral en su honor y se hizo una sala de velación hasta el 29 de agosto, día en que fue inhumado en la cripta del templo.
Fallecería el 14 de diciembre del 2000 en Leópolis (Ucrania), siendo enterrado en la Catedral de San Jorge de esa ciudad.